# Канела (Ріу-Гранді-ду-Сул)
Канела (порт. Canela) — місто і муніципалітет у бразильському штаті Ріу-Гранді-ду-Сул.
Канела, разом з розташованим неподалік містечком Грамаду, є важливим туристичним центром, що входить до різноманітних туристичних маршрутів району Серра-Гауша. Особливою популярністю у відвідувачів користується екотуризм, оскільки природа в околицях Канели вельми різноманітна і надає прекрасні можливості для походів, скелелазання, верхової їзди і рафтінга по річках. Відомою визначною пам'яткою Канели є парк Каракол та водоспад Каракол у ньому. В самому місті знаходиться відомий Собор Лурдської Богородиці.
| Бразилія | Це незавершена стаття з географії Бразилії. Ви можете допомогти проєкту, виправивши або дописавши її. |